# Naufrage du Ville-du-Havre
Le naufrage du paquebot transatlantique Ville-du-Havre est une catastrophe maritime survenue dans les eaux de l'Océan Atlantique Nord le 22 novembre 1873.

## Histoire
Le Ville-du-Havre est un steamer de la Compagnie générale transatlantique. Construit en 1865 et initialement baptisé Napoléon III, cet ancien bateau à roues à aubes a été transformé en bateau à hélice en 1872. Il quitte le port de New York à destination du Havre le 15 novembre 1873 sous le commandement du capitaine Surmont, avec à son bord 313 personnes, dont 141 passagers et 172 officiers et membres d'équipage.
Le 22 novembre, à deux heures du matin, il est abordé à bâbord par le clipper britannique Loch-Earn, un grand voilier en fer. L'abordage, involontaire, a lieu par le travers, perçant la coque jusqu'au milieu des machines. Après le dégagement de l'avant du Loch-Earn, l'eau s’engouffre dans le Ville-du-Havre, qui sombre en une dizaine de minutes par 47° Nord et 38° Ouest.
Cinq chaloupes, dont trois du Loch-Earn et deux du Ville-du-Havre parviennent à embarquer des survivants à bord du vaisseau britannique. Ce dernier étant gravement endommagé, 85 des 87 rescapés sont transbordés sur le navire américain Trimountain et emmenés à Cardiff. Le Loch-Earn, dont l'équipage est recueilli par le Washburn, sombre à son tour quelques jours plus tard.
En France, où le Ville-du-Havre était attendu depuis le 25 novembre, le désastre est annoncé le 2 décembre.
Plusieurs survivants regagnent la France depuis Southampton et sont accueillis le 4 décembre au Havre par leurs familles, en présence des autorités et du directeur de la Compagnie générale transatlantique, Édouard Vandal.

## Victimes
Au total, 226 personnes meurent noyées, dont 113 passagers et 113 hommes de l'équipage.
Parmi les victimes :
- Victor Collodion (1842-1873), caricaturiste français ;
- Laure Hammond, née Hippeau, fille de Célestin Hippeau, professeur honoraire de la faculté de Caen ;
- Charles Montagut (1818-1873), négociant français, conseiller général du canton de Bordeaux-2, ancien colonel chef d'état-major de la garde nationale pendant le siège de Paris (1870-1871), ancien commissaire du gouvernement en Dordogne (1848) ;
- Rufus Wheeler Peckham (1809–1873), juge américain, ancien élu démocrate de New York à la Chambre des représentants (1853-1855).

L'avocat américain Horatio Spafford a perdu ses quatre filles dans le naufrage. Ce drame lui inspire le cantique It Is Well with My Soul.